# Клер, Модест Онисимович
Модест Онисимович Клер (25 декабря 1879 — 10 сентября 1966) — российский и советский учёный-геолог, палеонтолог, гидрогеолог, инженерный геолог и краевед. Профессор, автор научных работ по геологии и краеведению Урала.

## Биография
Родился 13 (25) декабря 1879 года в городе Екатеринбург. Сын учителя французского языка, краеведа и основателя Уральского общества любителей естествознания (УОЛЕ) Онисима Егоровича Клера. Мать — Наталия Николаевна.

### Образование
В 1898 году окончил классическую гимназию в Екатеринбурге. Помогал отцу в составлении коллекций насекомых, гербариев, археологии и для Музея УОЛЕ.
Окончил в 1901 году естественно-исторический факультет Невшательскую академию в Швейцарии.
В 1904 году окончил Женевский университет и защитил в диссертацию по палеонтологии на звание доктора естественных наук.

### Научная и педагогическая работа
С 1901 года работал ассистентом при кафедре геологии в Невшательской академии.
В 1903—1907 годах был хранителем геологического и палеонтологического отделов Женевского городского музея природы, одновременно собирая для него материалы по исторической геологии Швейцарии.
В 1908—1910 годах был хранителем Геологического кабинета Киевского университета.
В 1908—1910 годах был хранителем Геологического кабинета Донского политехнического института.
В 1911—1923 годах — заведующий краеведческим музеем Уральского общества любителей естествознания в Екатеринбурге.
Одновременно в 1913—1929 годах состоял сотрудником Уральского отделения Геологического комитета. Входил в Комиссию по изучению естественно-производительных сил России (1926—1929).
Преподавал историческую геологию и палеонтологию в Невшательской академии, Женевском и Киевском университетах, в Донском политехническом институте, Уральском горном институте.
Доцент Уральского горного института (с 1918), профессор (с 1919 с перерывами до 1951). Заведовал кафедрами динамической геологии, гидрогеологии, инженерной геологии Уральского политехнического института и Свердловского горного института. Ректор Екатеринбургского народного университета (с 1919 года). Преподавал в вузах Свердловска до выхода на пенсию.
С 1936 по 1937 год был ответственным за оформление отдела общей геологии на выставке, подготовленной к 17 сессии Международного геологического конгресса в СССР. На базе этой выставки был создан Свердловский геологический музей.
C помощью М. О. Клера решены проблемы водоснабжения уральских заводов (УЗТМ, Уралэлектротяжмаш, Уралхиммаш, Первоуральский новотрубный завод и др.). Руководил гидрологическими исследованиями для поиска источников водоснабжения крупных городов Урала: Свердловска, Нижнего Тагила, Серова, Карпинска, Челябинска, Златоуста.
Железные дороги Урала строились при научных консультациях М. О. Клера.

### Политические репрессии
В январе 1924 года был обвинён в шпионаже в пользу Франции. Модесту Клеру поставили в вину, то что он, используя свои знания, опыт и данные из открытых источников, подготовил доклад о состоянии платиновой промышленности Урала. Эта информация была необходима французскому правительству для переговоров с властями СССР, на которых решался вопрос аренды советских платиновых месторождений. За передачу данных о состоянии платиновой промышленности иностранцам Модеста Клера объявили «продажной шкурой буржуазии». 14 февраля 1924 года Екатеринбургский губсуд осудил его по статье 66 УК, по замене расстрела присудил к 10-летней строгой изоляции. По постановлению ВЦИКа 8 августа 1925 года был освобождён.
В 1930 году был арестован по Делу Рамзина (Дело Промпартии, 58-я статья) и перевезён в Ленинград. 28 октября 1931 года постановлением Коллегии ОГПУ был выслан на 5 лет на Урал. С тех пор продолжал жить в Свердловске.
Посмертно реабилитирован: «в соответствии со ст. З Закона РСФСР „О реабилитации жертв политических репрессий“ от 18 октября 1991 г. Клер Модест Онисимович считается реабилитированным».

### Последние годы жизни
1 сентября 1950 года вышел на пенсию. Последние 15 лет жизни много сил отдавал краеведению и работе с детьми, которые его звали «дедушка Мо».
Скончался 10 сентября 1966 года в городе Свердловск. Похоронен на Широкореченском кладбище.
Его свояченица (сестра жены) Маргарита Робертовна Герштейн была замужем за видным эсером, членом Учредительного собрания Л. Я. Герштейном.

## Семья
Брат — Клер, Владимир Онисимович (1878—1958) — геолог, палеонтолог, биолог и географ.

## Награды и премии
- 1945 — Медаль «За доблестный труд в Великой Отечественной войне 1941—1945 гг.».

## Членство в организациях
- 1901 — член Уральского общества любителей естествознания (УОЛЕ), президент УОЛЕ в 1920—1923 годах.